# Gloriette
Gloriette  (från 1100-talets franska gloire som betyder "litet rum") är ett lusthus eller en trädgårdspaviljong uppförd på en plats som är upphöjd med hänsyn till omgivningen. Det strukturella utförandet och formen kan variera mycket, ofta i form av en paviljong eller tempietto, mer eller mindre öppen på sidorna.

## Slottet Schönbrunn trädgårdsgloriette
I Schönbrunns slottspark i Wien i Österrike finns byggnaden Gloriette från 1775, med utsikt ner mot slottet. Inte långt därifrån ligger Kleine Gloriette (Lilla Gloriette).
Anläggningen utfördes efter anvisningar från den österrikiska kejserliga arkitekten Johann Ferdinand Hetzendorf von Hohenbergs som ett "ryktbart tempel" för att fungera som både en samlingspunkt och en utsiktsplats för trädgården, en matsal och festsal samt ett frukostrum för kejsar Frans Josef I. Matsalen, som användes fram till slutet av monarkin, inrymmer numer ett café och på taket finns en utsiktsplattform. Gloriettens skulpturer gjordes av Salzburg-skulptören Johann Baptist von Hagenauer. Glorietten förstördes under andra världskriget, men restaurerades  1947 och en andra gång 1995, då dess centrala del glasades in och gjordes om till café.
Glorietten är som ett monument till rättvist krig, det som leder till fred. Med Maria Theresias tronföljd kom först det österrikiska tronföljdskriget (1740–1748) och senare sjuårskriget (1756–1763).
Framsidan har följande inskription:
IOSEPHO II. AVGVSTO ET MARIA THERESIA AVGVSTA IMPERANTIB. ERECT. CIƆIƆCCLXXV.
("Uppförd under kejsar Josef II och kejsarinnan Maria Theresia, 1775.")
Årets sätt att skriva använder sig av en latinisering av den grekiska bokstaven Φ (phi) för 1000. I antikens Rom var det också vanligt att representera talet 1000 med phi istället för med ett M.
En väsentlig del av inskriptionen är tillägget av AVGVSTO och AVGVSTA, som används som en länk till den första romerska kejsaren och statsguden AVGVSTVS av hans arvingar och efterträdare som slutligen habsburgarna i deras funktioner som kejsare av det heliga romerska riket av den tyska nationen.
Glorietten fungerade som den sjätte "Pit Sto " på The Amazing Race 23.

## Andra arkitektoniska glorietter
Andra byggnader betecknade "gloriettes" är till exempel
- i trädgården till Schloss Esterházy i Eisenstadt (Burgenland, Österrike),
- i Park von Muskau (Tyskland),
- i Bergpark Wilhelmshöhe i Kassel (Tyskland),
- i Trogir (Kroatien),
- i Karlovy Vary (Tjeckien),
- Maiers-Gloriette, Fertőboz (Ungern),
- i trädgården till Brukenthal Palace i Sibiu (Rumänien),
- i trädgården till Villa Olmo i Como (Italien),
- i Jardin des Plantes i Paris (Frankrike),
- i Portmeirion (Norra Wales),
- i Leeds Castle (Kent),
- in Parque de María Luisa (Sevilla) finns ett flertal strukturer[2]
- och i Corfe Castle (Dorset).

## Icke-arkitektoniska glorietter
Ordet "gloriette" kan också hänvisa till en stor fågelbur, med liknande form som den arkitektoniska glorietten, ofta gjord av smidesjärn eller, mer sällan, trä. I trädgården till Priory of Notre-Dame d'Orsan, dekorerar och överskuggar många träglorietter alléerna. Klätterväxter förknippas ofta med denna typ av konstruktion.